# 趙廷珍
趙廷珍（?—?），順天府武清縣人，清朝政治人物、進士出身。
光緒二十一年（1895年），参加光緒乙未科殿試，登進士二甲63名。同年五月，以主事分部学习。